# Campo Nacional Radical
El Campo o Campamento Nacional Radical (en polaco: Obóz Narodowo-Radykalny, ONR) se refiere a una serie de organizaciones ultranacionalistas polacas de extrema derecha con doctrinas fascistas derivadas de doctrinas anteriores a la Segunda Guerra Mundial.
La reencarnación actual de 1993 es un movimiento de extrema derecha en Polonia. A menudo se ha descrito como fascistas y, a veces, como neonazis.
A partir de 2012 está registrada como una asociación de interés común.
La ONR se considera un descendiente ideológico de la ONR-Falanga («Falange») de la década de 1930, un movimiento político fascista y antisemita que existió en la Segunda República Polaca anterior a la Segunda Guerra Mundial que fue formado por jóvenes nacionalistas radicales que dejaron el partido Partido Nacional.

## Historia

### Primera encarnación (1934)
El partido fue influenciado por las ideas del fascismo italiano. Rechaza la democracia parlamentaria y pidió la construcción de un "estado nacional", basado en los principios de jerarquía, liderazgo de una persona y eliminación de las minorías en la vida pública.
Dominado por jóvenes polacos, el partido se volvía cada vez "más radical y nazificado" producto del Partido Nacional Democrático, un movimiento ultranacionalista que surgió en 1920. El surgimiento del partido se debió a diversos movimientos de Extrema derecha más ampliados, a la Radicalización y al Fascismo en los años 30. Los miembros del CNR fueron responsables del incremento de los ataques antisemitas después de 1935.